# Dave McKean
Dave McKean (Berkshire, Inglaterra, 29 de diciembre de 1963) es un ilustrador, diseñador, fotógrafo, pianista y director de cine. Su trabajo incorpora dibujos, pintura, fotografía, collage, arte encontrado, arte digital y escultura. Es más conocido por su trabajo ilustrando historietas y libros de autores como Neil Gaiman, Grant Morrison, Heston Blumenthal, Ray Bradbury y Stephen King.

## Biografía
Desde muy pequeño estuvo emparentado con el arte. Tuvo la influencia de su padre, quien era piloto de aviones y en sus ratos libres disfrutaba dibujando.[cita requerida] Los diseños de McKean son fuertes visualmente y ofrecen imágenes irreales, oníricas y dispersas debido a su estilo, apoyado fuertemente en la pintura y el uso del collage.[cita requerida]
Estudió en el Berkshire College of Art and Design de 1982 a 1986. En 1986 conoció a Neil Gaiman, con quien colaboró en numeras ocasiones a lo largo de su carrera, siendo la primera de ellas la novela gráfica Violent Cases de 1987. Sus siguientes trabajos fueron la serie limitada Black Orchid en 1988 y portadas para la serie Hellblazer, ambos para el sello editorial Vertigo de DC Comics. Otras colaboraciones con Gaiman a lo largo de su carrera han sido Signal To Noise (1992), The Tragical Comedy or Comical Tragedy of Mr. Punch (1994) y las portadas de la serie The Sandman (1989-1996).
En 1989 ilustró la novela gráfica de Batman Arkham Asylum: A Serious House on Serious Earthpara DC Comics, escrita por Grant Morrison. McKean también se ha encargado de la ilustración de obras de Ray Bradbury y Stephen King.
También ha creado portadas de discos para artistas como Altan, Alice Cooper, Bill Bruford, Dream Theater, Fear Factory, Suicide Silence, Front Line Assembly, Iain Sinclair, Paradise Lost, Tori Amos y Skinny Puppy.
Para medios de comunicación, ha realizado diseños para la revista The New Yorker y composiciones musicales para la adaptación de The Sandman de BBC Radio.
En el ámbito publicitario ha generado material promocional para diversas marcas comoPlayStation, Kodak, Smirnoff, British Telecom, BMW, Nike y Eurostar, entre otras.
Entre 1990 y 1996 escribió y dibujó diez números de Cages, una novela gráfica sobre su experiencia como artista y con influencias de Alberto Breccia, José Antonio Muñoz y Lorenzo Mattott. En 1997, junto con Gaiman, publicó el libro infantil The Day I Swapped My Dad for Two Goldfish y en 1998 publicó Dust Covers, una colección de sus portadas para The Sandman. El estudio Hourglass, propiedad de McKean, en colaboración con la editorial Allen Spiegel Fine Arts ha publicado sus libros Small Book of Black and White, Option Clic, The Particle Tarot.

## Carrera cinematográfica
En 2005 se estrenó MirrorMask, su primera película como director de cine, coescrita por Neil Gaiman y producida por Jim Henson Studios; en esta película de fantasía se combinan acción real con animación digital.
También ha dirigido los cortometrajes The week before (1998), N[eon] (2002), Sonnet 138 y Reason.